# Enten
Enten era un dios de la mitología sumeria. Dios campesino y agricultor mitológico de la antigua Mesopotamia, Enten, y era el trabajador de campo y pastor de Enlil, ya que tenía la responsabilidad específica de la fertilidad de las ovejas, cabras, vacas, burros, aves y otros animales. Se pelea con su hermano Emesh (el dios de la vegetación), y hace una petición a Enki, él creía merecer ser "el patrón o dios de todos los agricultores" o "agricultor de los dioses". Enlil juzga el reclamo, y hace gestiones para que ambos se reconcilien con Emesh.